# Eugène Revillout

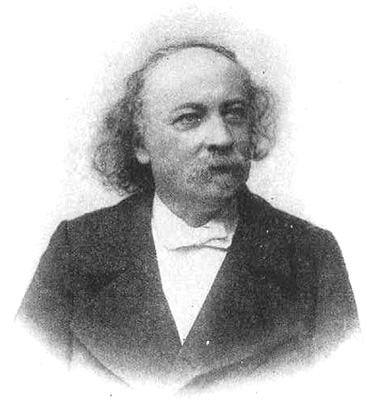
Eugène Revillout.

Eugène Revillout (Besançon, 4 de mayo de 1843 - París, 1 de febrero de 1913) fue un egiptólogo francés. Fue conservador de la colección egipcia del Museo del Louvre, especialista en demótico y copto, así como uno de los primeros en investigar la historia jurídica del Antiguo Egipto.
Fundó la Revue égyptologique en 1880.

## Publicaciones
- Le Concile de Nicée d'après les textes coptes, Première série de documents, Exposition de foi, Gnomes du saint concile, Papyrus du musée de Turin, Imprimerie Nationale, Paris, 1873, 1876 y 1881 - J. Maisonneuve, París, 1908.
- Mémoire sur les Blemmyes, à propos d'une inscription copte trouvée à Dendur, Imprimerie Nationale, París, 1874.
- Actes et contrats des musées égyptiens de Boulaq et du Louvre, Imprimerie Nationale, París, 1876 - F. Vieweg, 1876.
- Recherches et études sur les papyrus égyptiens, París, 1876.
- Apocryphes coptes du Nouveau Testament, textes, fasc. 1, F. Vieweg, 1876.
- Le roman de Setna, étude philologique et critique, avec traduction mot à mot du texte démotique, introduction historique et commentaire grammatical, Ernest Leroux, París, 1877 y 1880.
- Nouvelle Chrestomathie démotique, Mission de 1878, Contrats de Berlin, Vienne, Leyde, etc, Ernest Leroux, París, 1878 - F. Vieweg, 1880.
- Chrestomathie démotique. París, 1880.
- Le procès d'Hermias d'après les documents démotiques et grecs, premier rapport sur une mission en Allemagne et dans les Pays-Bas, 1.er fascicule, Ernest Leroux, París, 1882 y 1884.
- École du Louvre: Cours de langue démotique et de droit égyptien, Ernest Leroux, París, 1883.
- École du Louvre: Cours de langue démotique: Un poème satirique, Ernest Leroux, París, 1884.
- Avec August Eisenlohr, Corpus Papyrorum Ægypti a Revillout et Eisenlohr editum, Tom. 1, Tom. 2, fasc 1, Tom. 3, fasc. 1, Ernest Leroux, París, 1885 y 1888
- Les obligations en droit Égyptien comparé aux autres droits de l'antiquité, Ernest Leroux, París, 1886 y 1887.
- Un fermage du temps d'Amasis et l'état de la propriété à cette époque, Ernest Leroux, París, 1886.
- Avec Henri de La Tour, Lettres sur les monnaies égyptiennes, J. Maisonneuve, París, 1895.
- Avec Émile Boudier, Quelques textes démotiques archaïques, J. Maisonneuve, París, 1895.
- Mélanges sur la métrologie, l'économie politique et l'histoire de l'ancienne Égypte, avec de nombreux textes démotiques, hiéroglyphiques, hiératiques ou grecs inédits, J. Maisonneuve, París, 1895 y 1896.
- Notice des papyrus démotiques archaïques, Éditeur inconnu, París, 1896.
- Les actions publiques et privées en droit égyptien, leçons professées à l'École du Louvre, Premier volume, Cours de 1896-1897, J. Maisonneuve, París, 1897.
- Vers égyptiens, métrique démotique, étude prosodique et phonétique du Poème satirique, du poème de Moschion et des papyrus à transcriptions grecques de Leyde et de Londres, Ernest Leroux, París, 1897.
- Précis du droit égyptien, París, 1902.
- Les rapports historiques et legaux des quirites et des Egyptiens, depuis la fondation de Rome jusqu'aux emprunts faits par les auteurs de la loi des XII tables au code d'Amasis, Mémoire original lu à l'École du Louvre pendant l'année scolaire 1899-1900, J. Maisonneuve, 1902.
- Con N. GIRON, Légendes Coptes, Fragments inédits, P. Geuthner, París, 1907.
- Contrats égyptiens archaïques, démotiques, araméens, París, 1911.
- Les Origines égyptiennes du droit civil romain, nouvelle étude faite d'après les textes juridiques hiéroglyphiques, hiératiques et démotiques, rapprochés de ceux des Assyro-Chaldéens et des Hébreux, P. Geuthner, 1912.
- Le syllabaire démotique, 1.er fascicule: L'alphabet. París, 1912.